# Portul Rotterdam

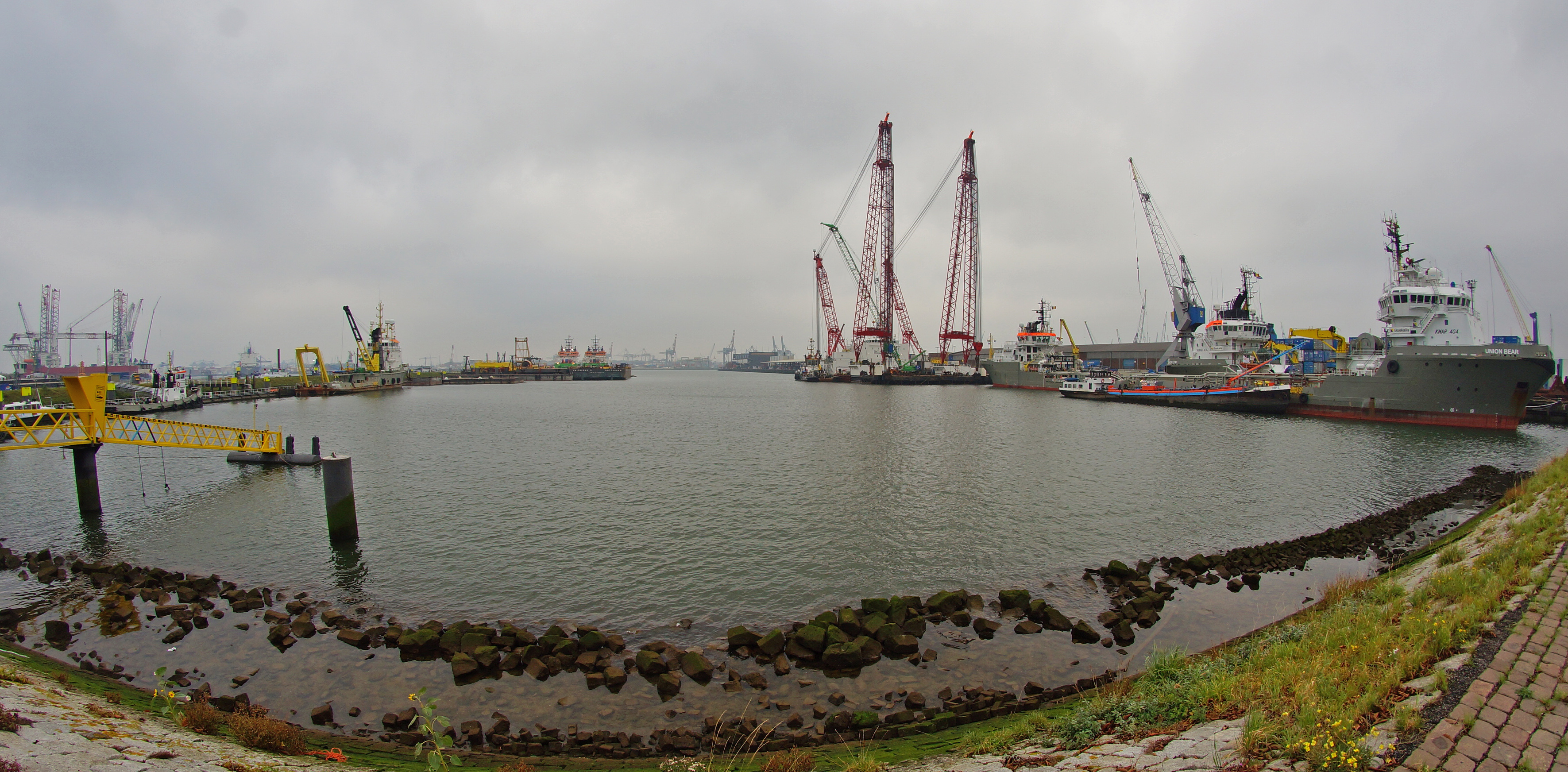
Waalhaven

Portul Rotterdam este cel mai mare port din Europa, fiind situat în orașul Rotterdam din Țările de Jos. El a fost în perioada 1962-2004 cel mai aglomerat port din lume, fiind depășit acum mai întâi de Singapore și apoi de Shanghai. În 2011, Rotterdam era al unsprezecelea cel mai mare port de containere după cantitatea de marfă manipulată calculată în termeni de echivalent a douăzeci de picioare (TUE) (2009: al zecelea; 2008: al nouălea, 2006: al șaselea). În 2012 Rotterdam era al șaselea cel mai mare port din lume după cantitatea de marfă anuală calculată în tone.
Acoperind o suprafață de 105 km2, portul Rotterdam se întinde acum pe o distanță de 40 km. El este compus din zona portuară istorică din centrul orașului, inclusiv Delfshaven; complexele Maashaven/Rijnhaven/Feijenoord; porturile din jurul Nieuw-Mathenesse; Waalhaven; Vondelingenplaat; Eemhaven; Botlek; Europoort, situat de-a lungul Calandkanaal, Nieuwe Waterweg și Scheur (ultimele două fiind continuări ale Nieuwe Maas); și zona recuperată Maasvlakte, care se pătrunde în Marea Nordului.
Rotterdam este format din cinci zone portuare distincte și trei parcuri de distribuție care acoperă nevoile unui hinterland cu 40.000.000 de consumatori.

## Nieuwe Waterweg
În prima jumătate a secolului al XIX-lea activitățile portuare s-au mutat din centru către vest, spre Marea Nordului. Pentru a îmbunătăți legătura de transport la Marea Nordului, a fost construit Nieuwe Waterweg („Noua cale navigabilă”), un canal larg conceput să conecteze râurile Rin și Meuse cu marea. Nieuwe Waterweg urma să fie parțial săpat, apoi albia urma să fie adâncită prin curgerea naturală a apei. În cele din urmă, cu toate acestea, ultima parte a trebuit să fie săpată manual. Rotterdamul a avut începând de atunci o legătură directă suficient de adâncă între mare și zonele portuare. Nieuwe Waterweg a fost adâncit de mai multe ori. Construcția canalului au fost finalizată în anul 1872 și pe malurile acestui canal s-au organizat tot felul de activități industriale.

## Extensiile Europoort și Maasvlakte

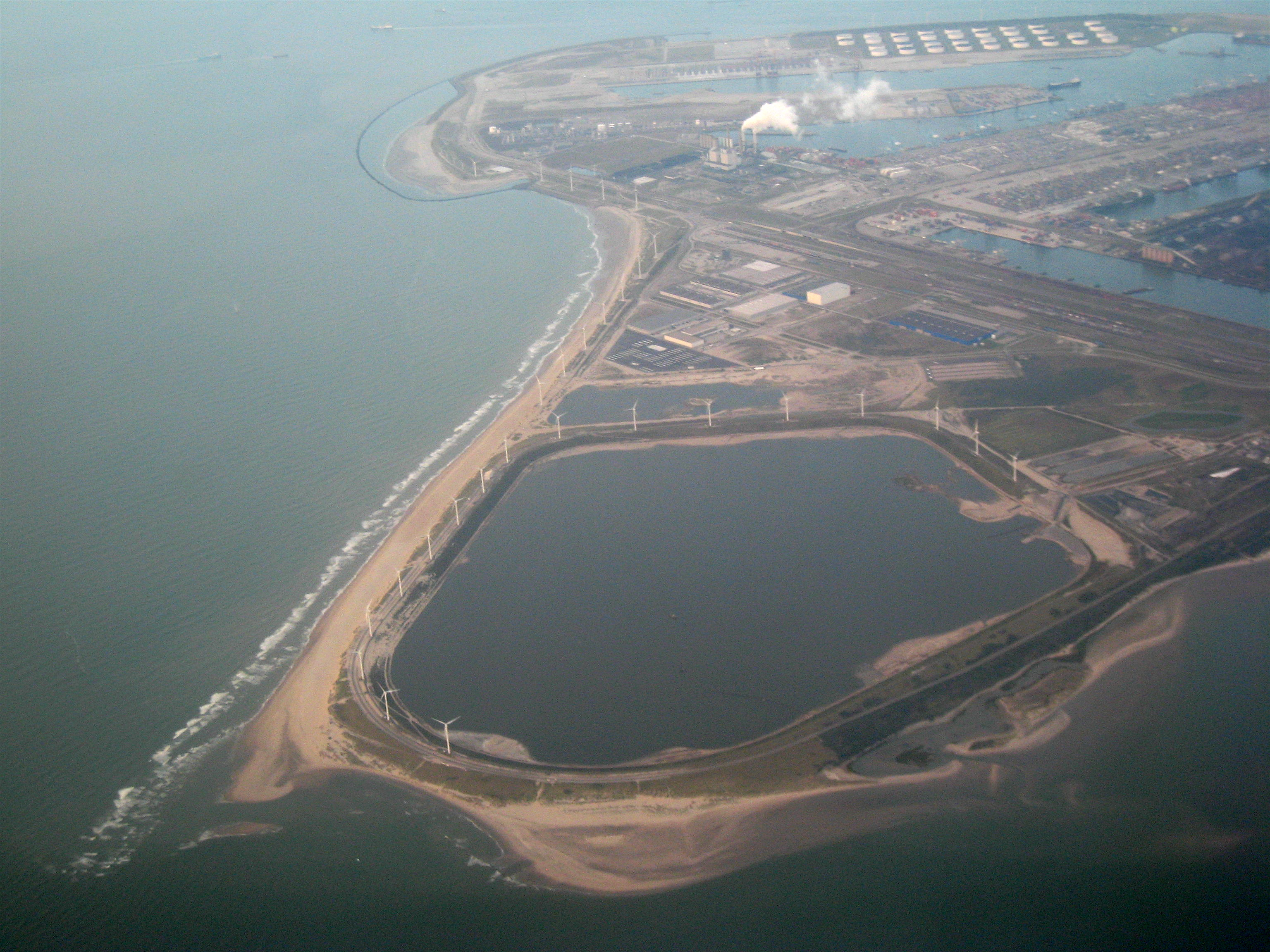
Vedere aeriană a zonei Maasvlakte, una dintre cele mai recente extensii ale portului.

De-a lungul anilor portul a fost dezvoltat în continuare către mare prin construirea de noi docuri și bazine portuare. Teritoriul portuar al Rotterdamului a fost extins prin construirea complexului Europoort (poarta Europa) de-a lungul gurii de vărsare a canalului Nieuwe Waterweg. În anii 1970 portul a fost extins în mare, la sud de gura de vărsare a canalului Nieuwe Waterweg, prin finalizarea Maasvlakte (câmpia Meuse), care a fost construită în Marea Nordului în apropiere de Hoek van Holland.
În ultimii cinci ani peisajul industrializat a fost modificat prin adăugarea unui număr mare de turbine eoliene ce profitau de vânturile puternice de pe coastă. Construirea unui nou terminal portuar Maasvlakte 2 a primit inițial aprobarea politică în 2004, dar a fost oprită de Raad van State (Consiliului de Stat al Țărilor de Jos, care oferă recomandări guvernului și parlamentului în materie de legislație și guvernare) în 2005, pentru că planurile nu țineau cont suficient de impactul asupra mediului. Pe 10 octombrie 2006, cu toate acestea, s-a obținut aprobarea pentru a începe construcția în anul 2008, urmând ca prima navă să ancoreze aici în 2013.

## Caracteristici

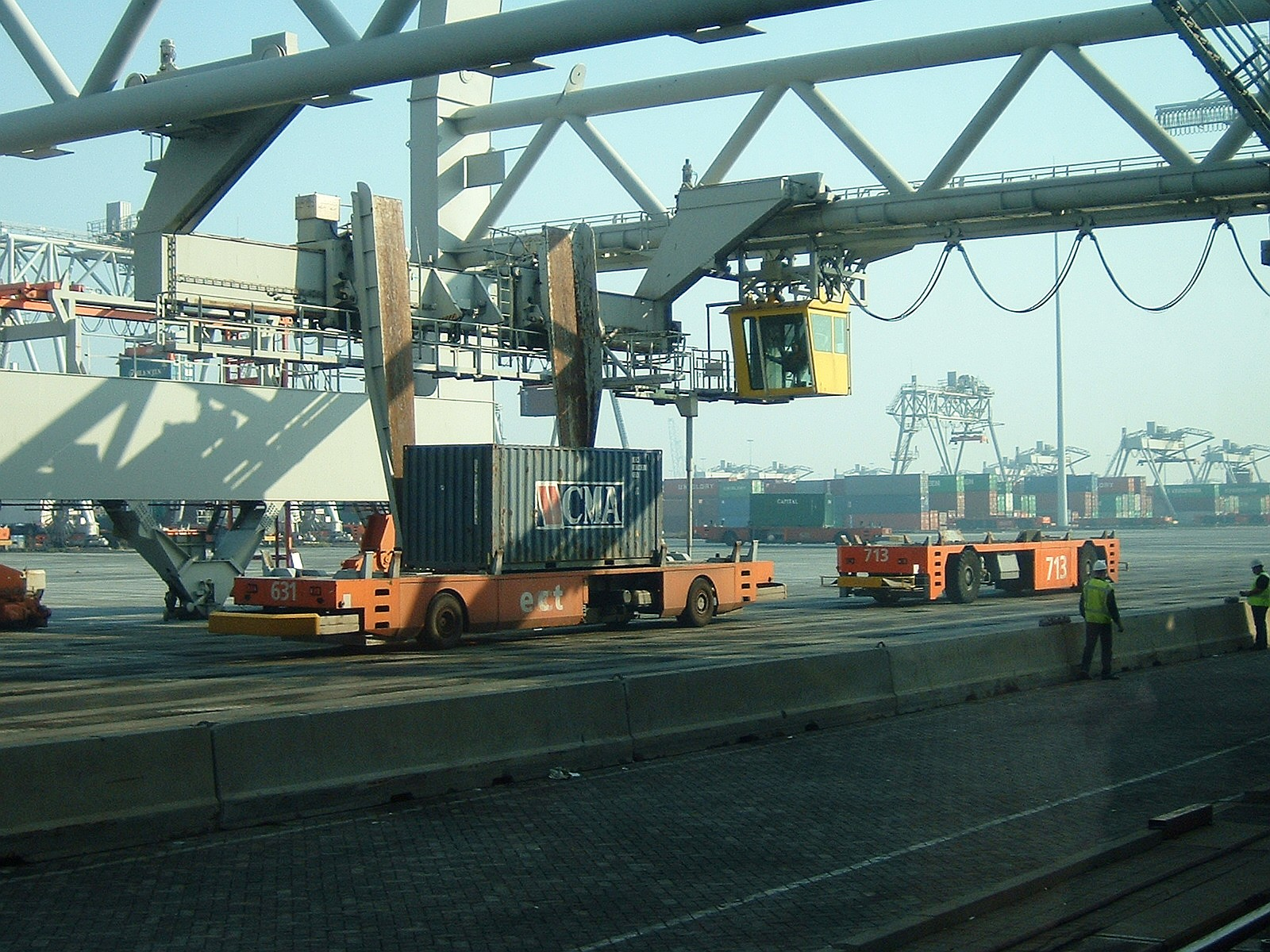
Terminalele de containere cu un container încărcat într-un vehicul ghidat automat, fără pilot.

Cea mai mare importanță pentru portul Rotterdam o au industria petrochimică și transbordarea cargourilor pentru mărfuri generale. Portul funcționează ca un important punct de tranzit pentru transportul produselor vrac și a altor bunuri între continentul european și alte părți ale lumii. De la Rotterdam mărfurile sunt transportate de nave, barje fluviale, trenuri sau autocamioane. În anul 2000 a început construcția Betuweroute, o cale ferată rapidă de mărfuri din Rotterdam spre Germania. Partea olandeză a acestei căi ferate a fost deschisă în 2007. Mari rafinării de petrol sunt situate în partea de vest a orașului. Râul Meuse și fluviul Rin oferă, de asemenea, un acces excelent către hinterland.

### Pescajul de 24 de metri
Cheiul EECV a portului are un pescaj de 24 de metri, ceea ce l-a făcut unul dintre cele două locuri disponibile de acostare pentru una dintre cele mai mari nave de mărfuri vrac din lume, cargobotul de minereu de fier MS Berge Stahl atunci când acesta este complet încărcat, împreună cu Terminalul Ponta da Madeira din Brazilia, până la deschiderea unui nou chei cu apă adâncă pentru minereu de fier la Caofeidian în China, în 2011. Pescajul navei de 23 de metri lasă numai 1 metru până la fund, iar, prin urmare, ea poate să acosteze doar în fereastra strictă dintre două maree.
Astfel de nave trebuie să călătorească prin canalul Eurogeul.

## Administrație

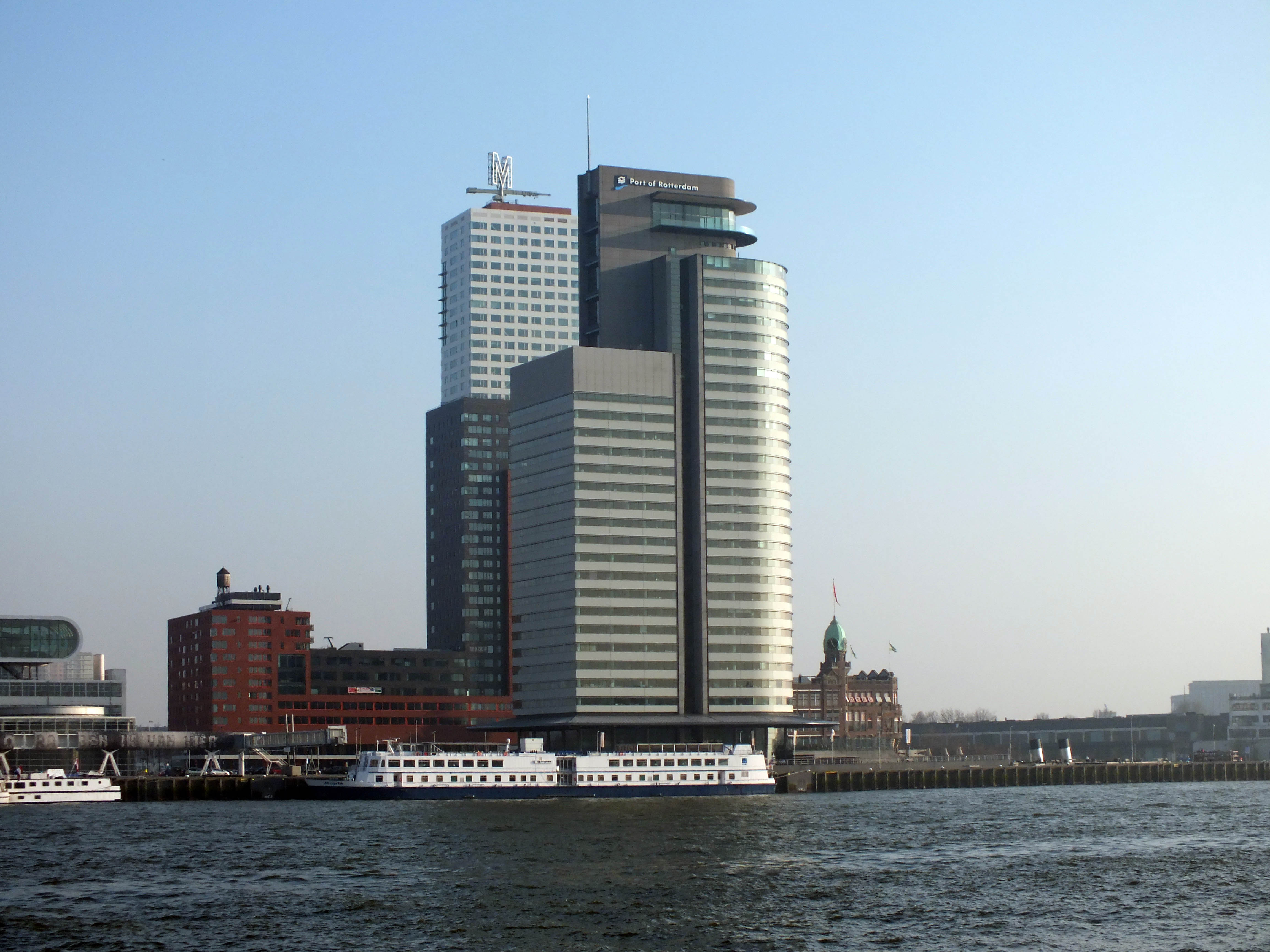
Sediul principal al administrației Portului Rotterdam

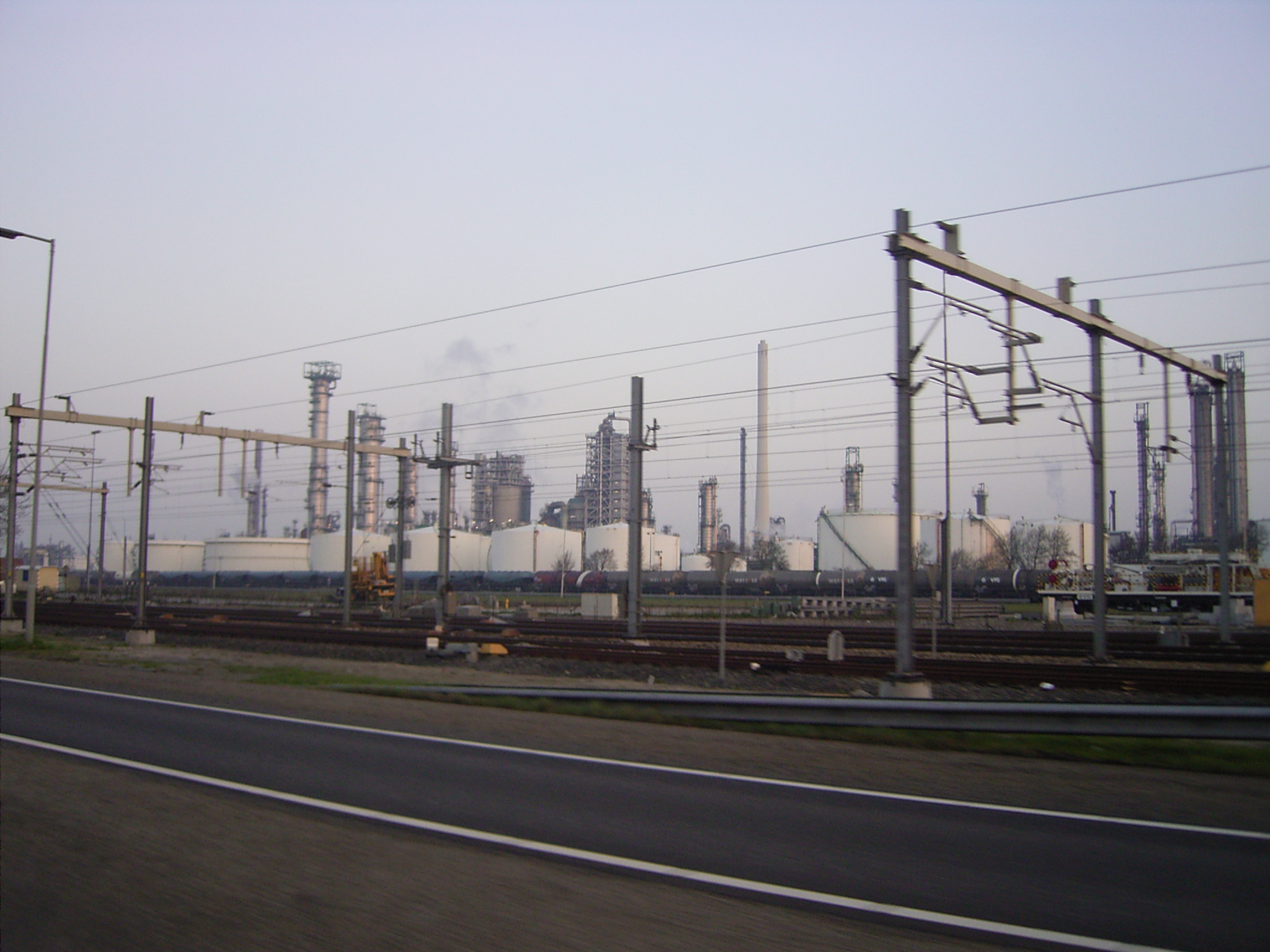
Liniile de cale ferată și rafinăriile din zona Europoort a portului.

Portul este operat de către Autoritatea Portuară Rotterdam, inițial o instituție municipală a primăriei orașului Rotterdam, dar începând din 1 ianuarie 2004 o corporație guvernamentală deținută în comun de către primăria orașului Rotterdam și de statul olandez.

## Bariere antimaree
Portul Rotterdam și împrejurimile sale sunt supuse acțiunii mareelor din Marea Nordului. Au fost luate în considerare mai multe opțiuni pentru construcții Delta de protecție împotriva inundațiilor cu scopul de a proteja orașul Rotterdam. În cele din urmă a fost construită bariera Maeslantkering. Această barieră antimaree este formată din două porți imense care în mod normal se află în mod normal într-un doc uscat de pe malurile Nieuwe Waterweg. Atunci când se prevede că va avea loc un val de 3 metri deasupra NAP (nivelul mării) porțile, care plutesc în docuri ca niște chesoane sunt scufundate. Atunci când nivelul apei scade suficient pentru a deschide porțile, ele plutesc din nou în docuri. O altă barieră, Hartelkering, este situată pe Hartelkanaal.